# معهد العلوم البيولوجية بجامعة ساو باولو
معهد العلوم البيولوجية بجامعة ساو باولو تضم أقسام علم الوراثة وعلم الأحياء التطوري وعلم وظائف الأعضاء وعلم النبات والبيئة وعلم الحيوان يتبع لجامعة ساو باولو في ساو باولو البرازيل.

## التاريخ
تم إنشاء معهد العلوم البيولوجية رسميًا في عام 1969 مع إصلاح الجامعة. تضمن دستورها الأصلي أقسام علم الأحياء وعلم النبات وعلم وظائف الأعضاء وعلم الحيوان والتي تأسست عام 1934 في كلية الفلسفة والعلوم والآداب السابقة. في عام 1970 لم يستقبل معهد العلوم البيولوجية أعضاء الأقسام المذكورة أعلاه فحسب، بل استقبل أيضًا أساتذة التخصصات ذات الصلة من كليات أخرى، وخاصة علماء النبات من كلية الصيدلة والكيمياء الحيوية السابقة وعلماء الوراثة من كلية الطب.
بالإضافة إلى الأقسام الأربعة الأولية تم إنشاء قسم البيئة العامة في عام 1976 من قبل مجلس الجامعة، والذي يجمع بين أساتذة البكالوريا الدولية أكثر تركيزًا على الدراسات البيئية.